# Erasmo Martins Pedro
Erasmo Martins Pedro (Rio de Janeiro, RJ, 2 de dezembro de 1921 – Rio de Janeiro, RJ, 19 de maio de 2003) foi um advogado, jornalista, professor e político brasileiro que foi vice-governador da extinta Guanabara.

## Dados biográficos
Filho de Domingos José Pedro e Lavínia Martins Pedro. Até a adolescência viveu entre Salvador e o Rio de Janeiro, cidade onde foi redator do Jornal do Comércio e locutor na emissora que hoje é a Rádio Globo até ingressar na Faculdade Nacional de Direito da Universidade Federal do Rio de Janeiro, onde se formou em 1945, quando já estava no PSD.
Após advogar para o Instituto de Previdência e Assistência dos Servidores do Estado (IPASE) trabalhou nos gabinetes de Antônio Balbino no Ministério da Educação e de Eduardo Catalão no Ministério da Agricultura no segundo governo de Getúlio Vargas. No governo Juscelino Kubitschek integrou a comissão que escolheu o Plano Piloto de Brasília como projeto da nova capital federal e depois trabalhou na Companhia Urbanizadora da Nova Capital sob as ordens de Israel Pinheiro, e no Ministério da Justiça, como chefe de gabinete nas gestões de Eurico Sales e Carlos Cirilo Júnior.
Eleito vereador em 1958 pelo antigo Distrito Federal, foi Secretário de Justiça no governo Sette Câmara e teve o mandato extinto após a criação da Assembleia Legislativa da Guanabara. Duas vezes presidente do diretório estadual do MDB da Guanabara no Regime Militar de 1964, vinculou-se a Chagas Freitas sendo eleito deputado federal em 1966 e vice-governador na chapa do mesmo em 1970. Reeleito deputado federal em 1974, passou a representar o Rio de Janeiro após a fusão com a Guanabara  conquistando um novo mandato em 1978.
Com a posse de Chagas Freitas no governo do Rio de Janeiro, foi nomeado secretário de Justiça em 1979 e ficou no cargo até assumir uma vaga de conselheiro do Tribunal de Contas do Rio de Janeiro em 1981, quando renunciou também ao mandato parlamentar. Foi ainda titular de cargos na diretoria do Vasco da Gama.